# Cryptorhopalum ruficorne
Cryptorhopalum ruficorne är en skalbaggsart som beskrevs av Leconte 1854. Cryptorhopalum ruficorne ingår i släktet Cryptorhopalum och familjen ängrar. Inga underarter finns listade i Catalogue of Life.